# Deborah Oppenheimer
Pour les articles homonymes, voir Oppenheimer.
Deborah Oppenheimer est une productrice de cinéma américaine.
Pour son travail sur le film documentaire Into the Arms of Strangers: Stories of the Kindertransport, elle a été honorée aux Academy Awards en 2001 du prix du meilleur documentaire, partagé avec Mark Jonathan Harris.